# Gützkow
Gützkow er en by og kommune i det nordøstlige Tyskland, beliggende i Amt Züssow i den nordlige del af Landkreis Vorpommern-Greifswald. Landkreis Vorpommern-Greifswald ligger i delstaten Mecklenburg-Vorpommern.

## Geografi
Gützkow er beliggende 20 kilometer syd for Greifswald og omkring 28 kilometer vest for Wolgast og nordvest for Anklam.
Floden Swinow løber mod syd gennem kommunen og munder ud i Peene, der danner den sydlige kommunegrænse. Øst for byen ligger søen Kosenowsee.
I kommunen ligger ud over byen Gützkow, landsbyerne:
| - Breechen - Dargezin - Dargezin-Vorwerk - Fritzow - Gützkow Meierei - Kölzin | - Lüssow - Neuendorf - Owstin - Pentin - Upatel - Wieck |

### Nabokommuner
Nabokommuner er Behrenhoff mod nord, Groß Kiesowmod nordøst, Züssow og Schmatzin mod øst, Groß Polzin mod sydøst, Neetzow-Liepen mod syd, byen Jarmen mod sydvest, Bentzin mod vest og Bandelin mod nordvest.

### Trafik
Bundesstraße B 111 går gennem kommunen – indtil 2005 gik den igennem selve bykernen, men løber nu som en nordlig omfartsvej rundt om byen.
To kilometer vest for Gützkow passerer motorvejen A 20, i nord-sydgående retning.

## Eksterne kilder og henvisninger
- Wikimedia Commons har flere filer relateret til Gützkow
- Byens websted
- Kommunens side  på amtets websted